# Gentiana acaulis
Gentiana acaulis là một loài thực vật có hoa trong họ Long đởm. Loài này được Carl Linnaeus mô tả khoa học đầu tiên năm 1753.

## Từ nguyên
Tính từ định danh acaulis là tiếng Latinh, có nghĩa là "thân ngắn".

## Phân bố
Đây là loài bản địa trung và nam châu Âu, từ Tây Ban Nha đến bán đảo Balkan, nhưng cũng du nhập vào đảo Anh, mọc đặc biệt ở các vùng núi, như dãy Alps và Pyrenees, ở độ cao 800–3.000 m (2.625–9.843 ft).

## Mô tả
Đây là một loại cây lâu năm thường xanh, cao tới 10 cm (3,9 in) và tạo thành những "tấm thảm" rộng tới 50 cm (20 in). Các lá hình mác, hình elip hoặc hình trứng ngược, dài 2-3,5 cm, tạo thành nơ lá ở gốc, hình thành một cụm. Những bông hoa hình loa kèn ở đầu cành có màu xanh lam với những chiếc họng dài có đốm màu xanh lục-ô liu. Thân cuống hoa thường không có lá, hoặc có 1 hoặc 2 cặp lá. Nó ưa nắng, chịu lạnh tốt và ra hoa vào cuối mùa xuân tới mùa hè ở châu Âu (tháng 5 đến tháng 8), tùy thuộc vào địa điểm.

## Phân loài

### G. acaulissubsp.acaulis
Danh pháp đồng nghĩa:
- Ciminalis acaulis Borkh., 1796
- Ciminalis grandiflora Mayrh., 1811
- Ciminalis longiflora Moench, 1794
- Gentiana acaulis f. alba S.Redžić, 1988
- Gentiana acaulis var. kochiana (Perr. & Songeon) Bolzon, 1904
- Gentiana acaulis var. latifolia Gren. & Godr., 1850
- Gentiana acaulis var. minor (Nègre) Kerguélen, 1987
- Gentiana acaulis var. vulgaris Neilr., 1851
- Gentiana excisa C.Presl, 1828
- Gentiana grandiflora Lam., 1779 nom. illeg.
- Gentiana kochiana Perr. & Songeon, 1854
- Gentiana kochiana var. minor Nègre, 1975
- Gentiana latifolia (Gren. & Godr.) Jakow., 1899
- Gentiana vulgaris (Neilr.) Beck, 1887
- Hippion alpinum F.W.Schmidt, 1796
- Lexipyretum acaule Dulac, 1867
- Pneumonanthe grandiflora Gray, 1821 in 1822
- Thylacitis grandiflora Delarbre, 1800

Khu vực phân bố: Áo, Bulgaria, Cộng hòa Séc, Đức, Nam Tư cũ, Pháp, Romania, Slovakia, Tây Ban Nha, Thụy Sĩ, Ukraina, Ý. Du nhập vào đảo Anh.

### G. acaulissubsp.dinarica
G. acaulis subsp. dinarica (Beck) Barina, 2018 có các danh pháp đồng nghĩa sau:
- Ciminalis dinarica (Beck) Holub, 1973
- Gentiana acaulis var. dinarica Beck, 1887
- Gentiana dinarica (Beck) Beck, 1888

Khu vực phân bố: Miền trung Ý, miền tây bán đảo Balkan (Nam Tư cũ, Albania).

## Sử dụng
Loài cây này, giống như những cây khác thuộc chi của nó, có giá trị trong canh tác vì hoa màu xanh lam đậm tinh khiết khác thường của nó. Nó đã được Hiệp hội Làm vườn Hoàng gia trao Giải thưởng Giá trị làm vườn.

## Văn hóa
Hình minh họa hoa long dởm thân ngắn có thể thấy trên mặt trái đồng xu € 0,01 của Áo.

## Thư viện ảnh

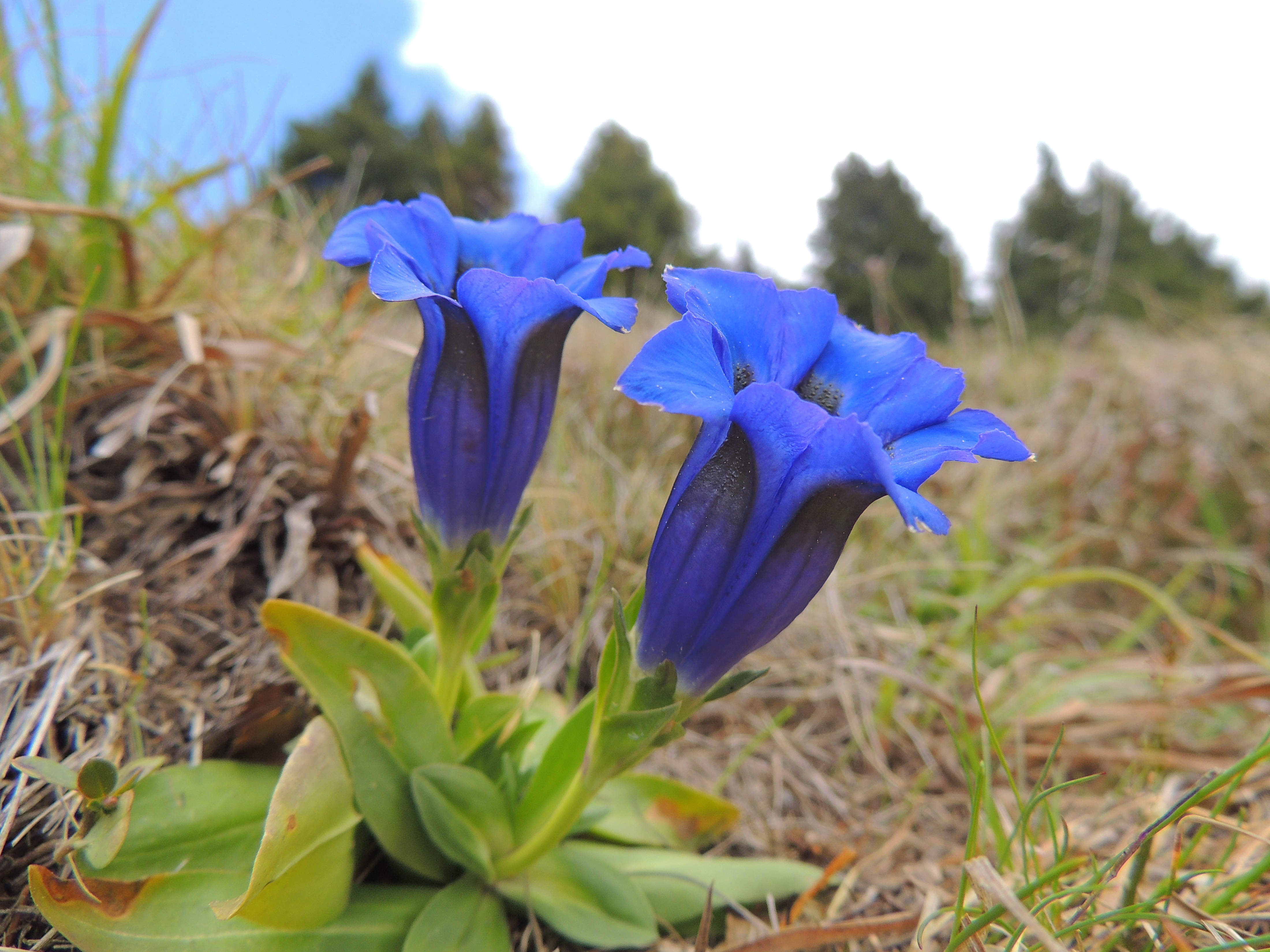
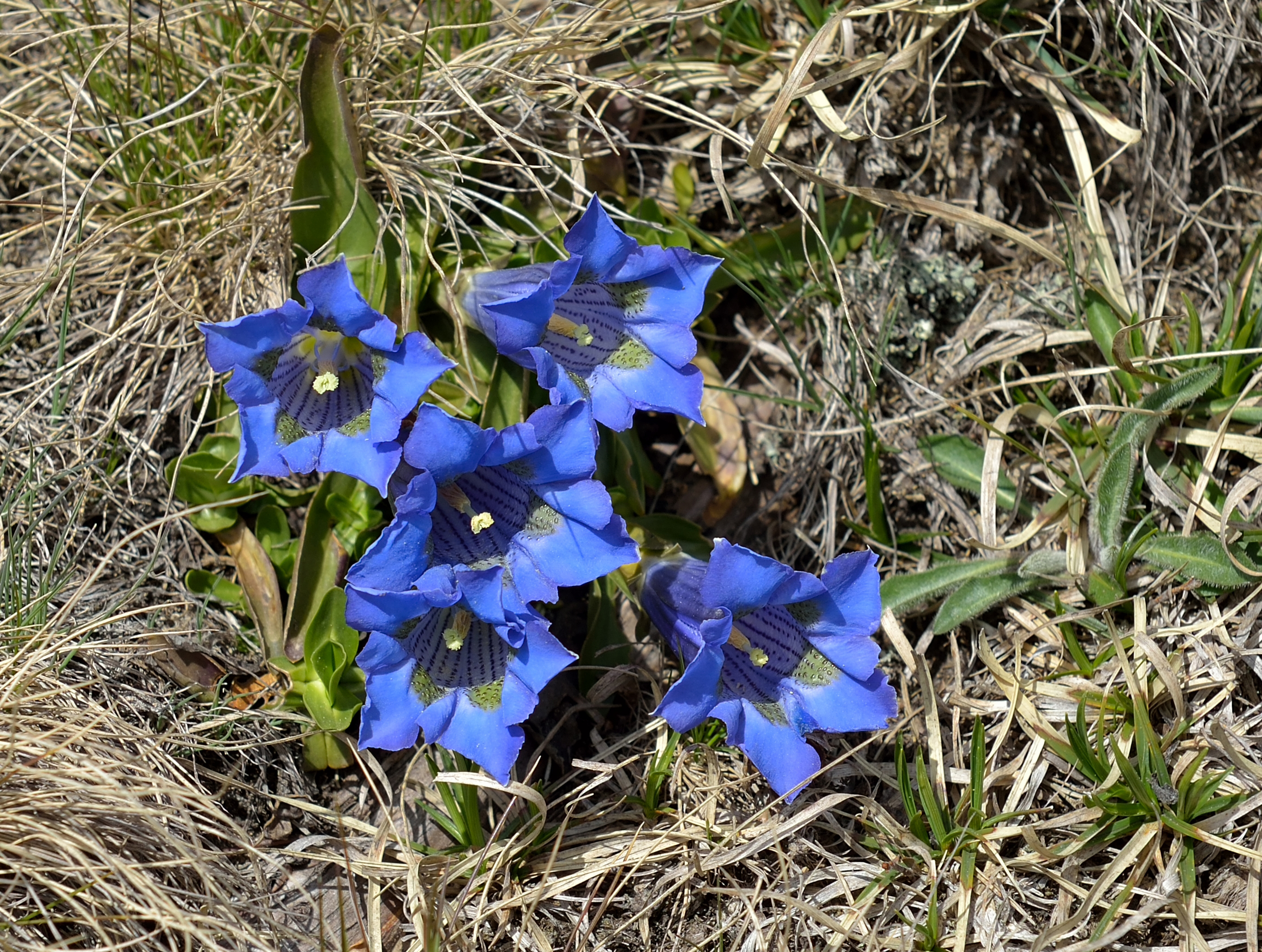
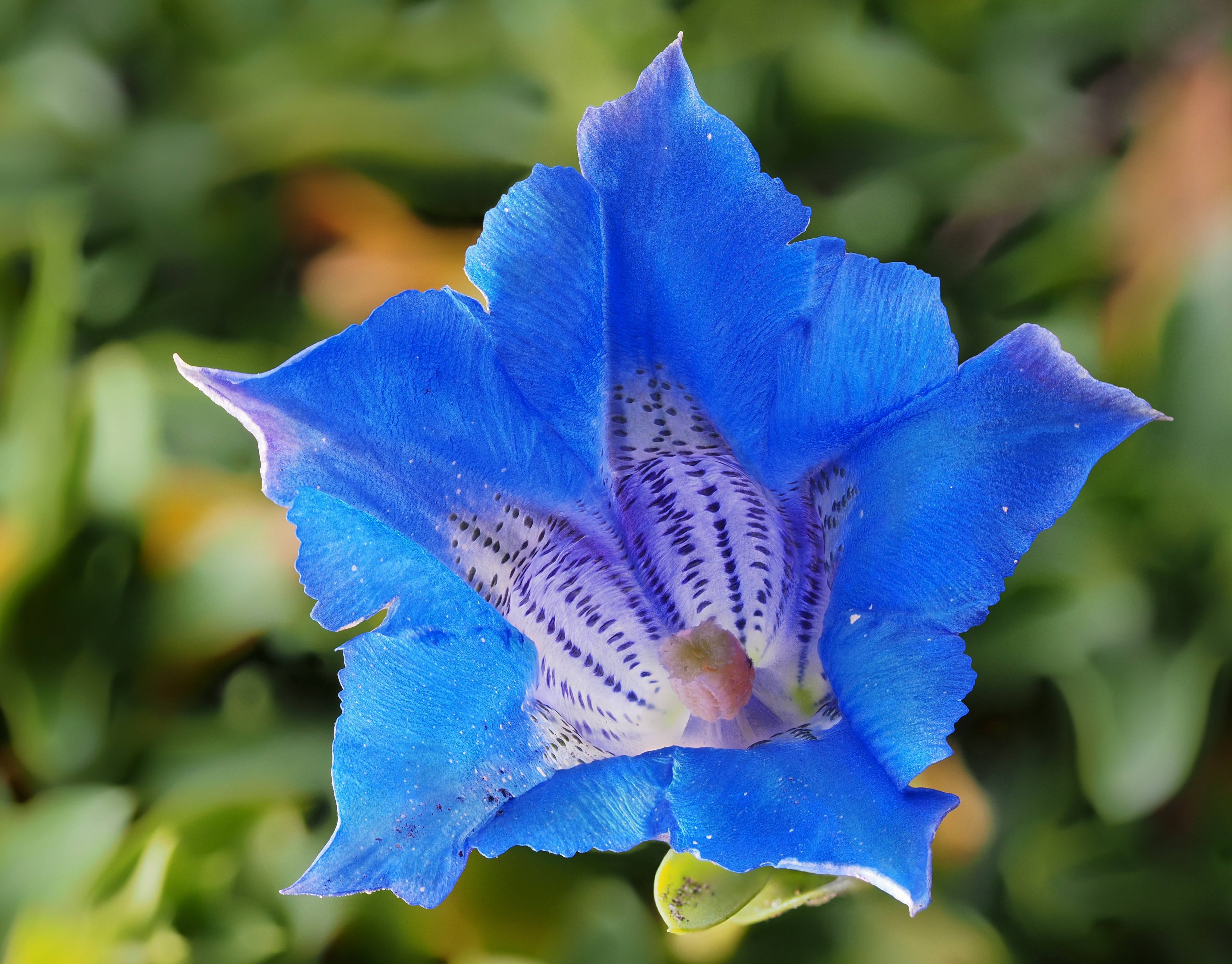
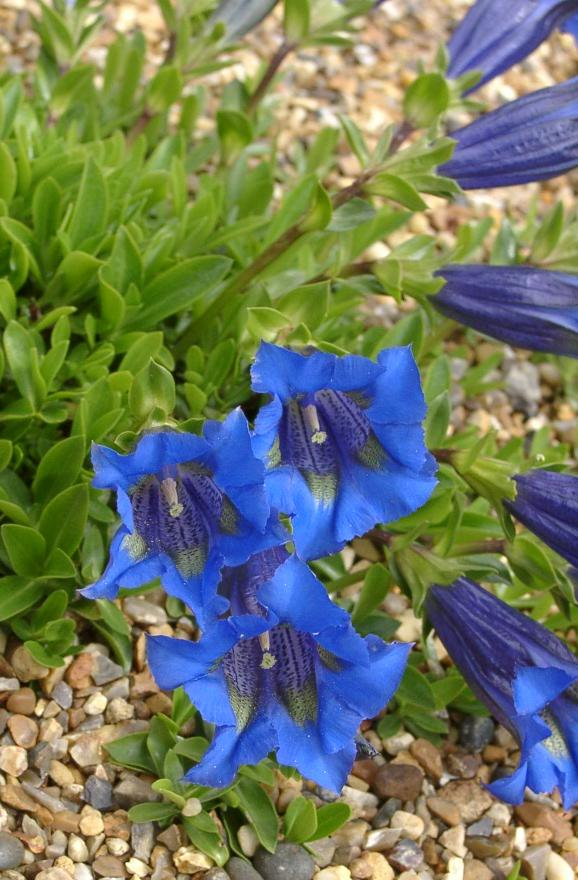
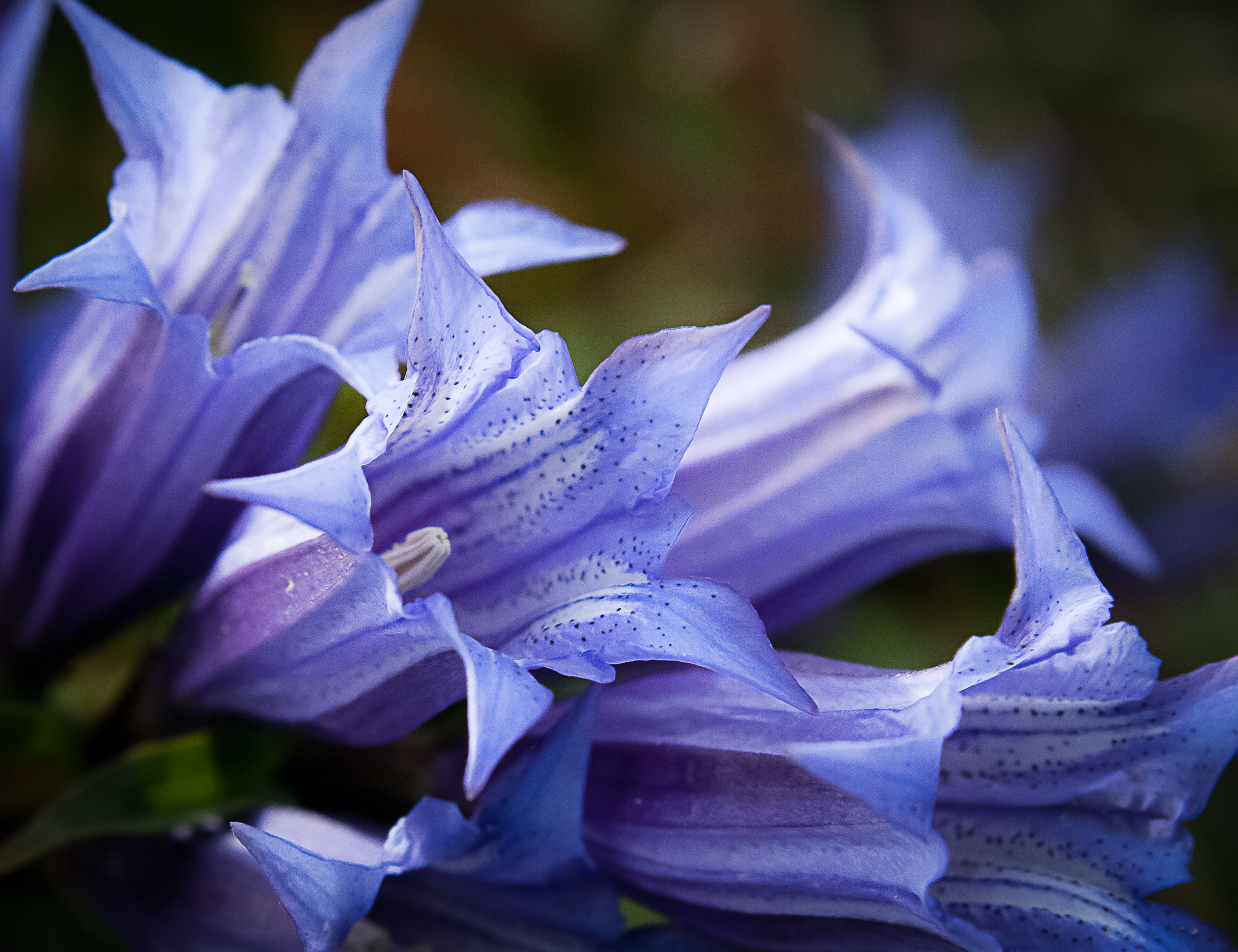
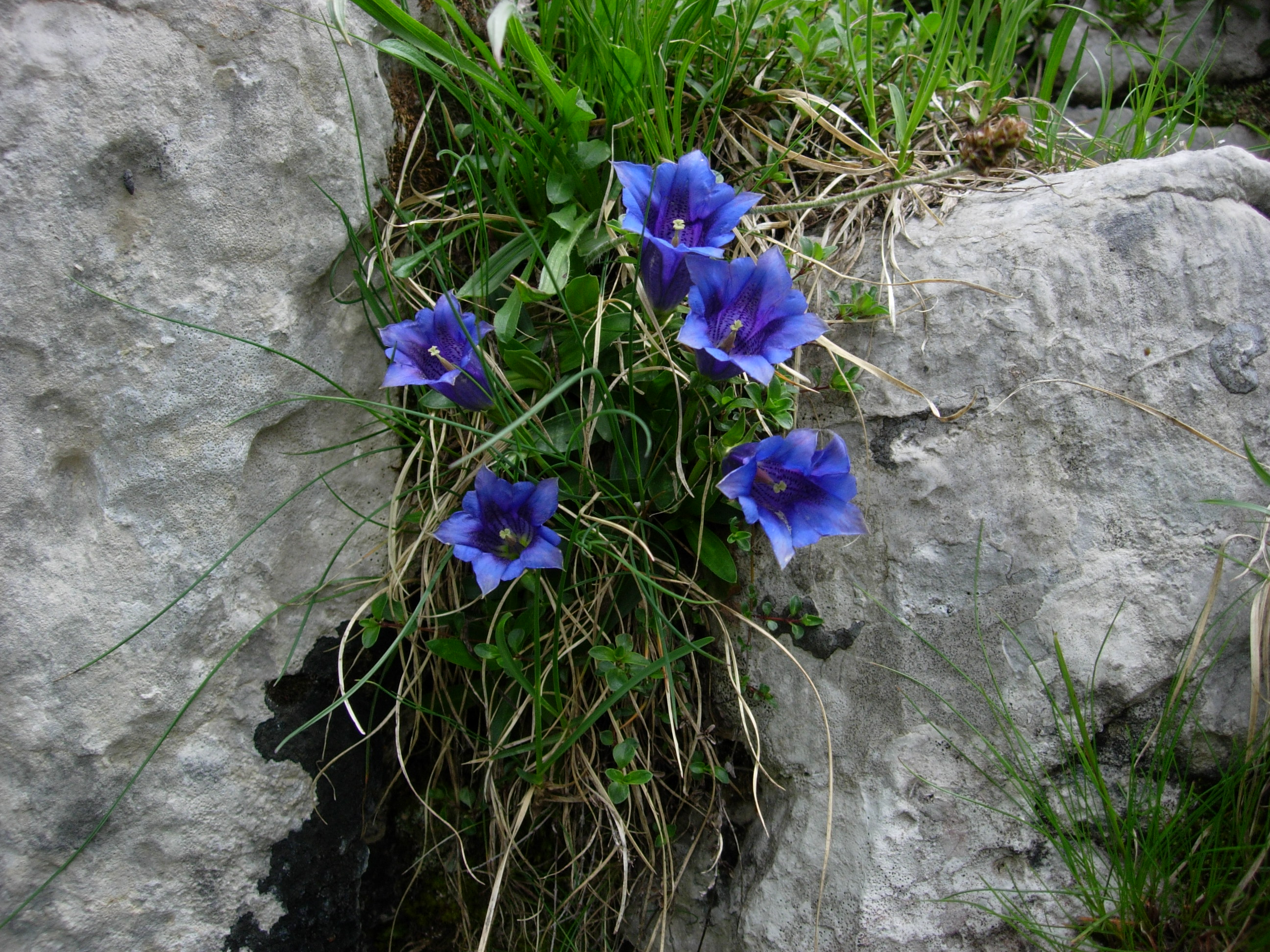